# وحيد عسكري
وحيد عسكري (بالفارسية: وحید عسگری) هو لاعب كرة قدم إيراني في مركز الدفاع، ولد في 20 مارس 1985 في مشهد في إيران. لعب مع نادي أبو مسلم خراسان ونادي ألومينيوم هرمزغان ونادي تربيت بدني يزد ونادي شهر خودرو.